# Озеро-Село
Озеро-Село (рос. Озеро-Село) — присілок Бокситогорського району Ленінградської області Росії. Входить до складу Подборовського сільського поселення.
Населення — 39 осіб (2012 рік). 